# 久喜市立久喜東小学校
久喜市立久喜東小学校（くきしりつ くきひがししょうがっこう）は、埼玉県久喜市久喜東四丁目にある公立小学校。

## 概要
1983年（昭和58年）開校で、久喜地区内では久喜市立久喜北小学校に次ぎ2番目に新しい小学校である。また、久喜地区内の小学校の中では敷地面積が最も広く、敷地南側には三角池と呼ばれる池がある。敷地北側には「みどり園」と呼ばれる農園があり、児童・保護者が野菜を栽培している。校内には、学童福祉施設「さくらっこクラブ」が併設されている。また、敷地内には128本の桜が植えられており、本校児童の愛称「さくらっこ」の由来となっている。

## 立地
久喜市の南東部に位置し、南埼玉郡宮代町と接している。北側には埼玉県道85号春日部久喜線の旧道が通っており、また南側を東武伊勢崎線が通る。

## 教育目標
- やさしい子
- かしこい子
- たくましい子

## 施設
- 第一校舎（鉄筋3階）
- 第二校舎（鉄筋2階）
- 体育館
- プール

## 校歌
- 作詞 - 大木実
- 作曲 - 岩河三郎